# Joseph Monroux
Joseph Monroux, né le 12 février 1767 à Perpignan (Pyrénées-Orientales), mort le 6 mai 1801 à Paris, est un général de brigade de la Révolution française.

## États de service
Il entre en service en 1787 dans l’armée espagnole.
En janvier 1793, il rejoint l’armée française avec le grade de capitaine, et il sert jusqu’en 1795 à l’armée des Pyrénées occidentales. Le 8 novembre 1793, il devient chef de bataillon à Bayonne, et le 21 mars 1795, il est chef de la demi-brigade du département du Gers.
De 1795 à 1797, il est affecté à l’armée de l’Ouest, et il est nommé chef de brigade le 19 juin 1797, à la 28e demi-brigade d’infanterie légère. Le 5 juin 1799, il passe adjudant-général chef de brigade, et il rejoint l’armée du Rhin, comme chef d’état-major du général Laroche. Il est blessé le 3 mai 1800, à la bataille d'Engen. Il est promu général de brigade provisoire par le commandant en chef de l’armée du Rhin le général Moreau le 31 mai 1800, et il est confirmé dans son grade le 30 août suivant. Le 10 février 1801, il est mis en congé pour cause de maladie.
Il meurt le 6 mai 1801, à Paris.

## Sources
- (en) « Generals Who Served in the French Army during the Period 1789 - 1814: Eberle to Exelmans »
- Thierry Pouliquen, « Les généraux français et étrangers ayant servis [sic] dans la Grande Armée » (consulté le 16 juillet 2014)
- Charles Théodore Beauvais et Vincent Parisot, Victoires, conquêtes, revers et guerres civiles des Français, depuis les Gaulois jusqu’en 1792, tome 26, C.L.F Panckoucke, janvier 1822, 414 p. (lire en ligne), p. 99.
- (pl) « Napoléon.org.pl »
- Cote S.H.A.T.: 8 YD 881.